# Meringopus melanator
Meringopus melanator är en stekelart som först beskrevs av Carl Peter Thunberg 1822.  Meringopus melanator ingår i släktet Meringopus och familjen brokparasitsteklar. Inga underarter finns listade i Catalogue of Life.